# Bodzentyn
Bodzentyn – miasto w Polsce, w województwie świętokrzyskim, w powiecie kieleckim, siedziba gminy miejsko-wiejskiej Bodzentyn.
Pod względem historycznym Bodzentyn leży w Małopolsce, w dawnej ziemi sandomierskiej. Prawa miejskie w latach 1355–1870 i ponownie od 1994. Miasto rządowe Królestwa Kongresowego, położone było w 1827 roku w powiecie szydłowieckim, obwodzie opoczyńskim województwa sandomierskiego. W latach 1975–1998 miasto administracyjnie należało do woj. kieleckiego. Był własnością biskupów krakowskich.
Miejscowość jest siedzibą parafii św. Stanisława Męczennika. W strukturze kościoła rzymskokatolickiego parafia należy do metropolii krakowskiej, diecezji kieleckiej, dekanatu bodzentyńskiego.
Jest ośrodkiem usługowym i krajoznawczym. Położony w Górach Świętokrzyskich, u stóp Pasma Klonowskiego, nad Psarką (dorzecze Kamiennej). Znajduje się tu siedziba dyrekcji Świętokrzyskiego Parku Narodowego. W mieście działa Towarzystwo Przyjaciół Bodzentyna.
Bodzentyn jest lokalnym węzłem drogowym. Krzyżują się tu drogi wojewódzkie nr 751 (Ostrowiec Świętokrzyski – Suchedniów) i 752 (Górno – Rzepin Pierwszy). Przez miasto przepływa niewielka rzeka Psarka, dopływ Świśliny.

## Historia

### Początki

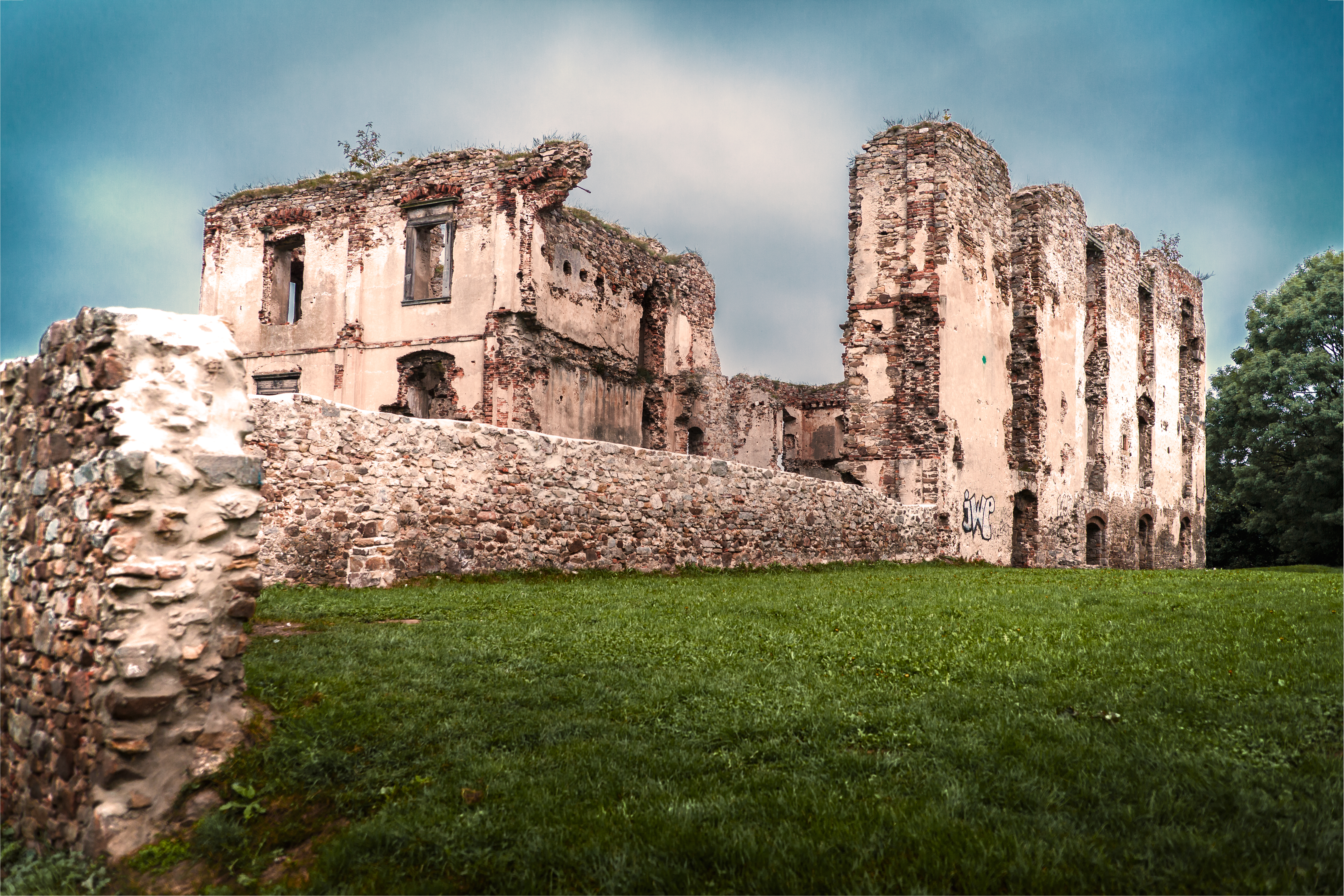
Ruiny zamku biskupów krakowskich

Bodzentyn powstał w 1355 na gruntach wsi Tarczek, który w okresie XII i XIII wieku był ośrodkiem posiadłości biskupich. Przywilej na założenie miasta na prawie magdeburskim biskup Bodzęta otrzymał od króla Kazimierza Wielkiego. Miasto stało się ośrodkiem klucza majątkowego biskupów krakowskich.
W 1292 w Bodzentynie zmarł kontrowersyjny biskup krakowski Paweł z Przemankowa
W 1365 biskup Florian z Mokrska wzniósł tu zamek oraz otoczył miasto obronnymi murami. W 1380 Jan Radlica ufundował w Bodzentynie kościół pod wezwaniem św. Krzyża. W 1410 zatrzymał się tu król Władysław Jagiełło, wyprawiający się na Krzyżaków. Król przyjechał tutaj 19 czerwca z Łysej Góry i przez dwa dni przebywał na dworze biskupim, przyjmując posłów od książąt pomorskich. Niedługo później miasto zniszczył pożar. Z tego powodu w 1413 biskup Wojciech Jastrzębiec wyjednał od Jagiełły nowy przywilej, w którym król potwierdził prawo magdeburskie.
W 1412 Piotr Wysz rozszerzył posiadłości Bodzentyna o kilkanaście łanów. W tym samym czasie sąsiedni Tarczek, który utracił na rzecz Bodzentyna znaczną część obszaru, został zdegradowany do rzędu wsi. Biskup Wysz nadał Bodzentynowi prawo wyrębu drzewa i wypasu bydła, wyłączność na handel solą i mięsem, a także monopol na wyrób trunków w promieniu jednej mili. Biskup ustanowił w Bodzentynie targ oraz dwa jarmarki.

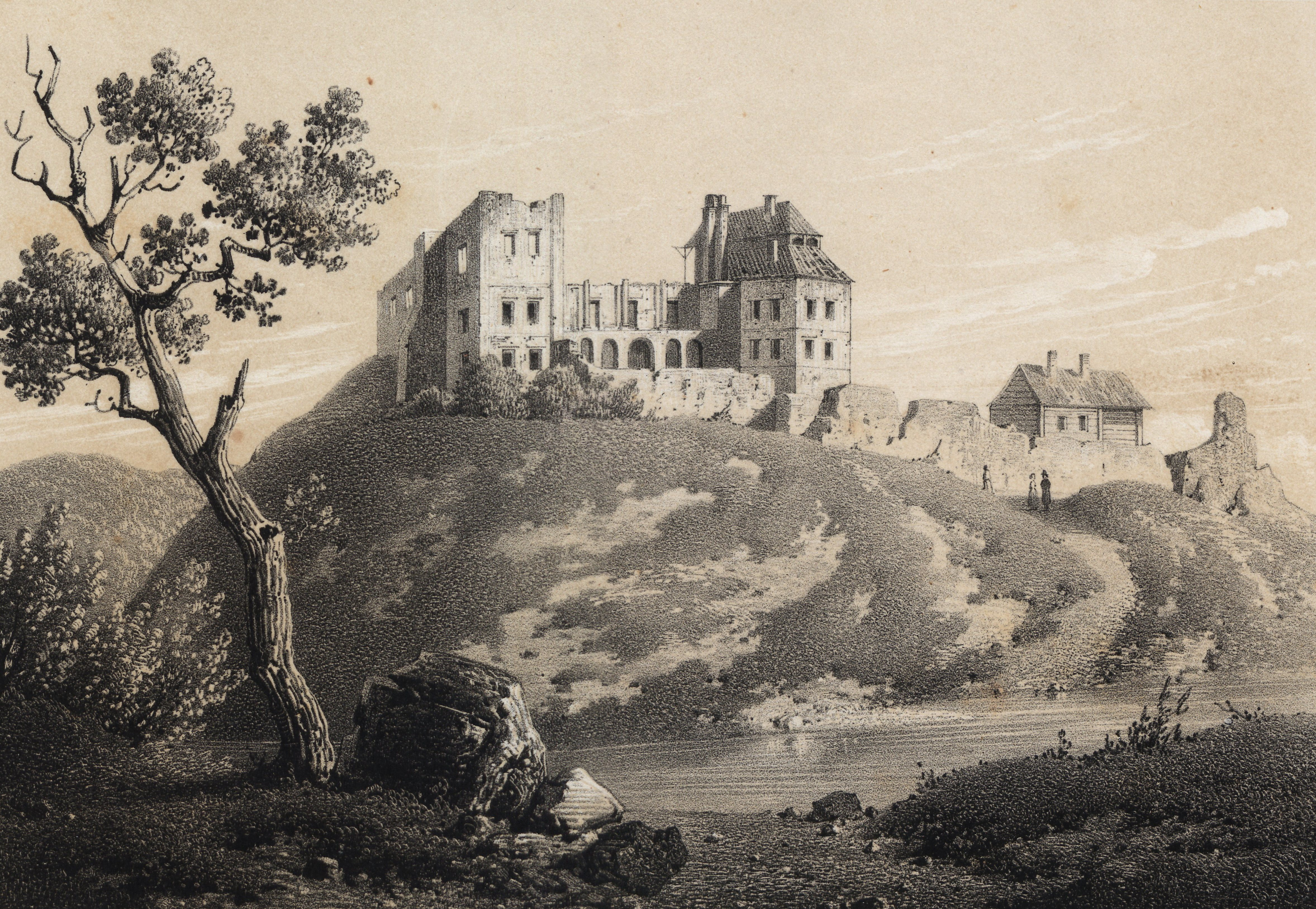

### XV-XVII wiek
Przywileje królewskie z 1468 i 1698 spowodowały zwiększenie liczby jarmarków do sześciu. W latach 1533 i 1575 Bodzentyn otrzymał przywileje zwalniające z opłat wjazdowych i przejazdowych. Został zwolniony m.in. od cła solnego w Wiślicy. W latach: 1430 (lub 1420), 1510, 1548, 1601 i 1637 powstały cechy szewców, prasołów, kowali, krawców, sukienników i rzeźników. Przedstawiciele mniej licznych rzemiosł zostali zrzeszeni w cechu kowali lub w cechu „Wielkim”, powstałym w 1494 roku. W 1645 miasto miało 14 kowali, 5 ślusarzy oraz znaczną liczbę rzemieślników usługowych innych profesji.
W 1450 Zbigniew Oleśnicki ufundował w Bodzentynie gotycką kolegiatę. W drugiej połowie XVI wieku zamek w Bodzentynie został przebudowany na pałacową rezydencję. W tym samym czasie powstał drugi rynek. Miasto otrzymało też wodociąg oraz łaźnię, wybudowane staraniem burmistrza Jana Kołka.
Z Bodzentyna pochodził urodzony w 1570 roku Jakub Janidło, trzykrotny rektor Akademii Krakowskiej w latach 1614–1619. W Bodzentynie mieszkał i zmarł w 1577 sekretarz królewski, biskup i uczony Franciszek Krasiński. Tu również 17 marca 1642 zakończył życie kanclerz wielki koronny Jakub Zadzik.
Od 1640 Bodzentyn wysyłał jednego kandydata na studia bakalarskie do Akademii Krakowskiej. Po zdobyciu wykształcenia był on zatrudniany w miejscowej szkole. W 1670 w Bodzentynie wzniesiono obszerny ratusz z wysoką wieżą i zegarem. Fundatorem okazałej budowli był biskup Andrzej Trzebicki. Od 1692 miasto posiadało fundację Jana Łuczkiewicza wspierającą rzemiosło, nauczycieli i uczniów. W czasie reformacji znajdowała się tu siedziba sądu biskupiego, który zajmował się sprawami odstępstw od wiary katolickiej.
W czasie potopu szwedzkiego miasto nie poniosło większych szkód. Wkrótce później zostało jednak dotknięte przez klęski żywiołowe, które spowodowały zmniejszenie się liczby mieszkańców. W latach 1662–1663 Bodzentyn miał 134 domy i ok. 850 mieszkańców. W 1674 był zamieszkiwany już tylko przez ok. 540 osób.

### XVIII-XIX wiek

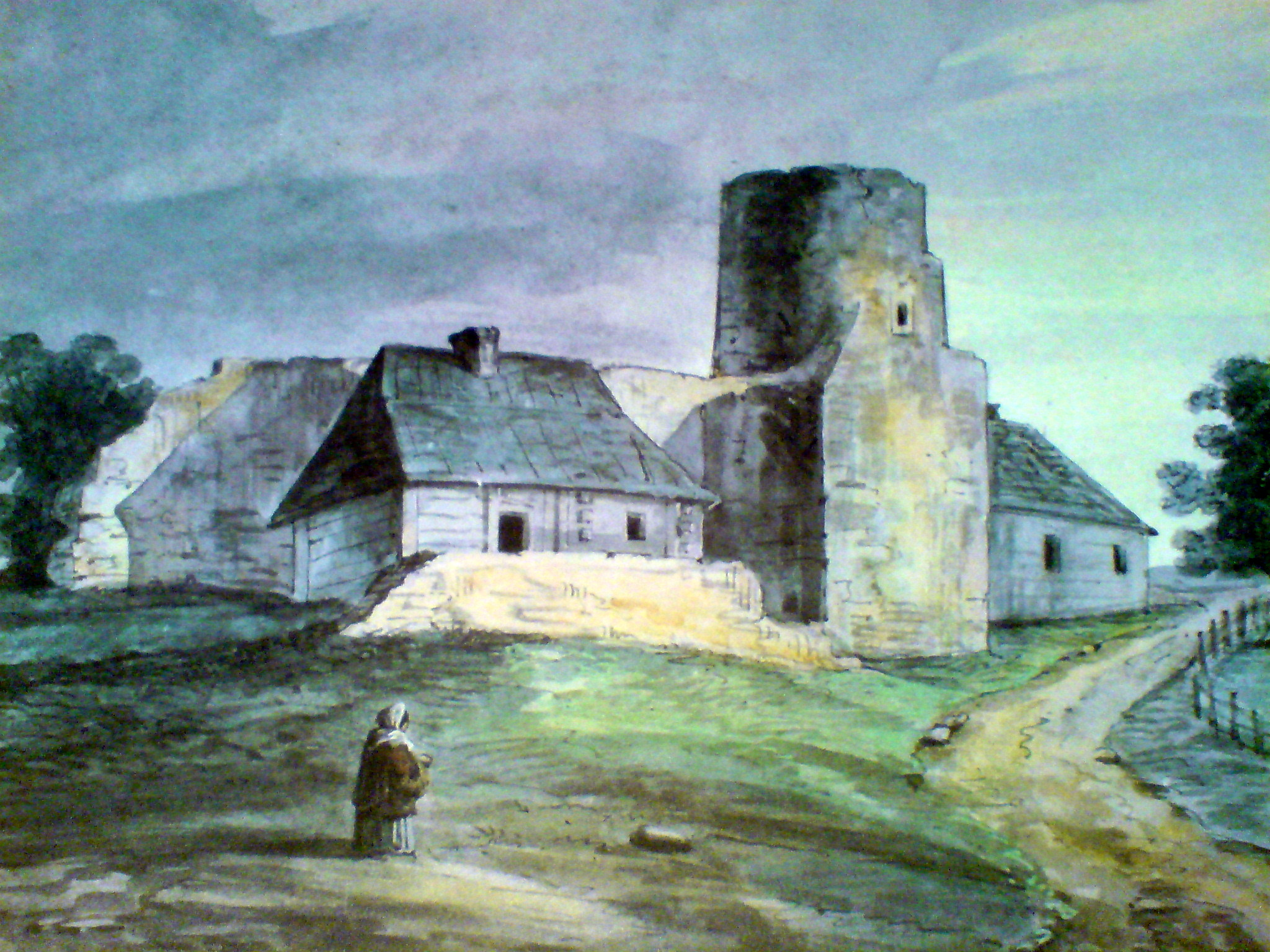
Baszta miejska w południowej części miasta w XIX w

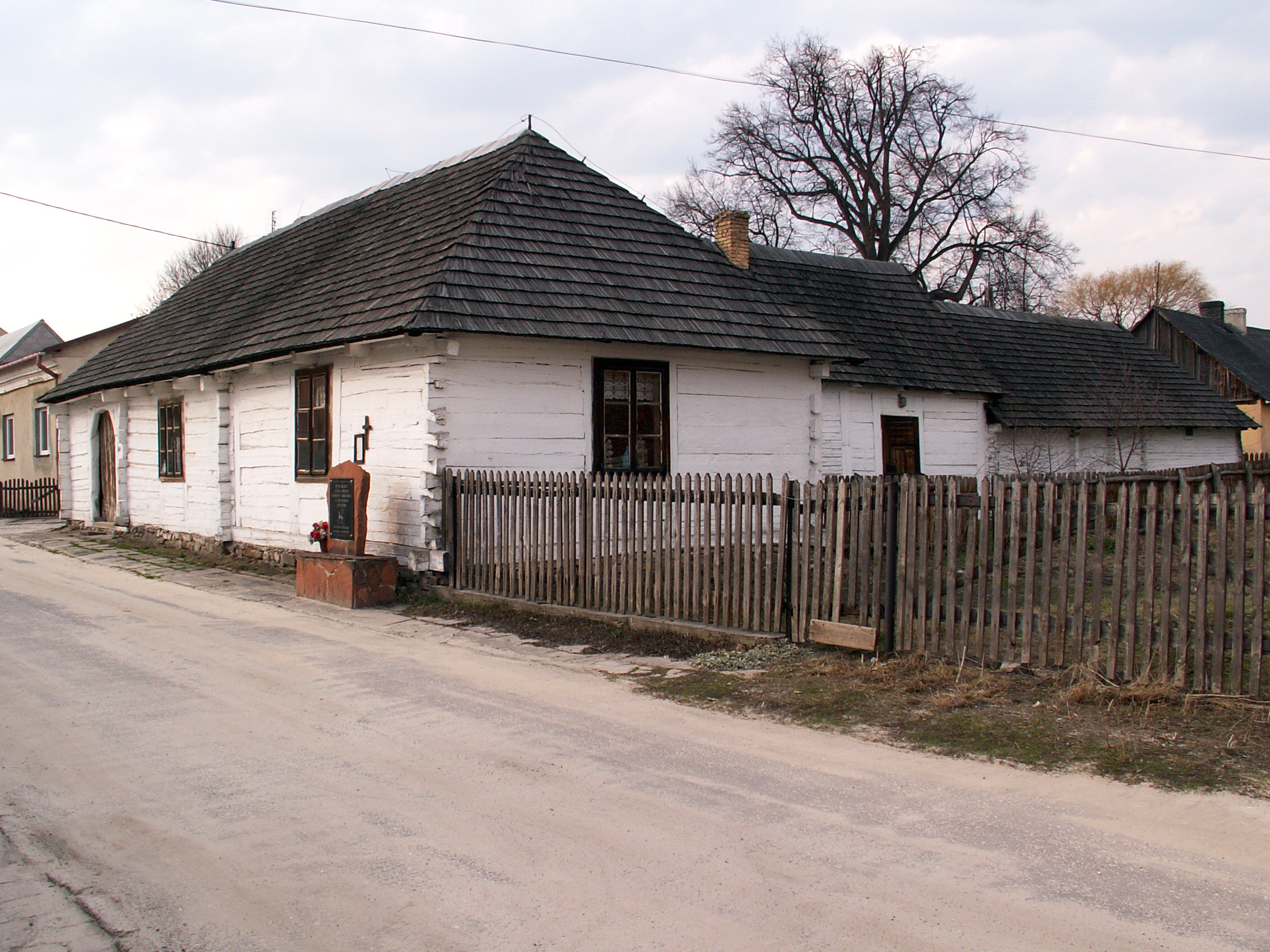
Zabytkowa zagroda Czernikiewiczów z 1809 r.

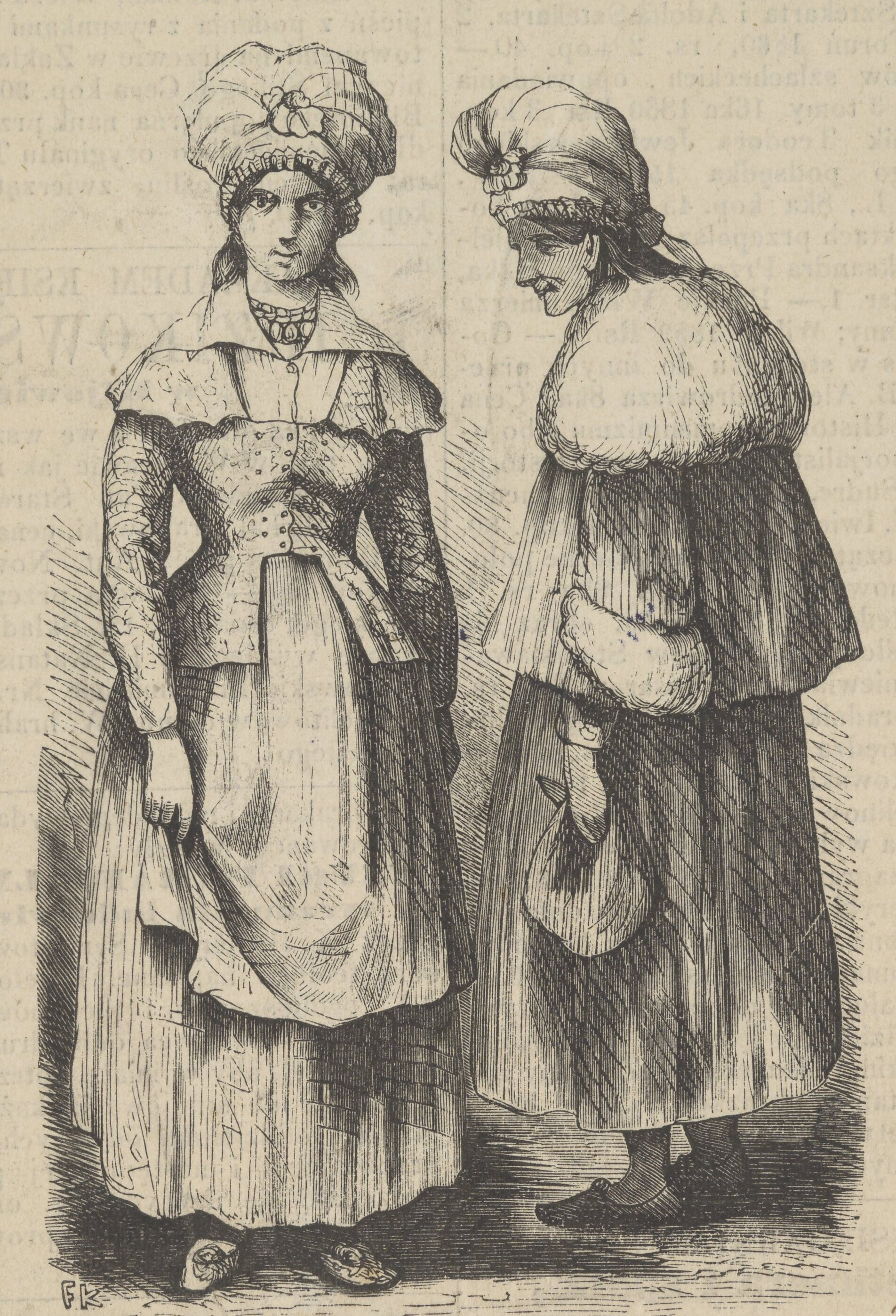
Mieszczki w Bodzentynie, 1872

W XVIII i XIX w. Bodzentyn stał się lokalnym ośrodkiem przemysłowym. Działały tutaj kuźnice, a także fabryka luster i porcelany. W mieście funkcjonowały fabryki sukienne i rzeźbiarskie oraz cegielnie. Fabryki żelaza urządzał w okolicy biskup Konstanty Felicjan Szaniawski, znacznie podnosząc dochody miasta.
Ostatnim z biskupów krakowskich, który mieszkał w Bodzentynie był Kajetan Ignacy Sołtyk. W 1797, na mocy konwencji rozbiorowej, miasto przeszło na własność rządu. W 1832 rozebrano ratusz, a w 1836 część murów miejskich z Bramą Opatowską. Według spisu z 1827 w Bodzentynie były 203 domy i 1050 mieszkańców. W 1833 urodził się tu malarz Józef Szermentowski.
Miasto wyróżniło się czynnym udziałem mieszkańców w powstaniu styczniowym. W noc wybuchu powstania, Bodzentyn został zaatakowany przez powstańców, pod dowództwem braci Dawidowiczów. Oddział złożony był z pracowników zakładów suchedniowskich. Bitwa pozostała nierozstrzygnięta, a zarówno powstańcy, jak i rosyjski garnizon, opuścili miasto. 23 stycznia 1864, w pierwszą rocznicę bitwy, odbyła się tu defilada oddziałów powstańczych, którą odebrał generał Józef Hauke-Bosak. Generał odczytał rozkaz Romualda Traugutta i podziękował podkomendnym za ich postawę w bitwach pod Iłżą i pod Cisowem. W 1868 miasto zamieszkiwało 1469 mieszkańców, w tym 428 Żydów. Dwa lata później w efekcie reformy administracyjnej Bodzentyn utracił prawa miejskie i stał się osadą. Zdecydowana większość mieszkańców zajmowała się rolnictwem. W niewielkim stopniu rozwinęło się rzemiosło. Handel pozostawał w całości w rękach ludności żydowskiej.

### Wiek XX
Początek XX wieku przyniósł ze sobą dalszy wzrost ludności. W 1909 Bodzentyn liczył już 3316 stałych mieszkańców, z czego 1474 Żydów, 9 prawosławnych i 6 protestantów. 20 czerwca 1917 drewnianą w większości zabudowę miejscowości strawił pożar. Uszkodzeniu uległ dach kościoła parafialnego. Doszczętnie spłonęła synagoga przy ulicy Bożniczej.

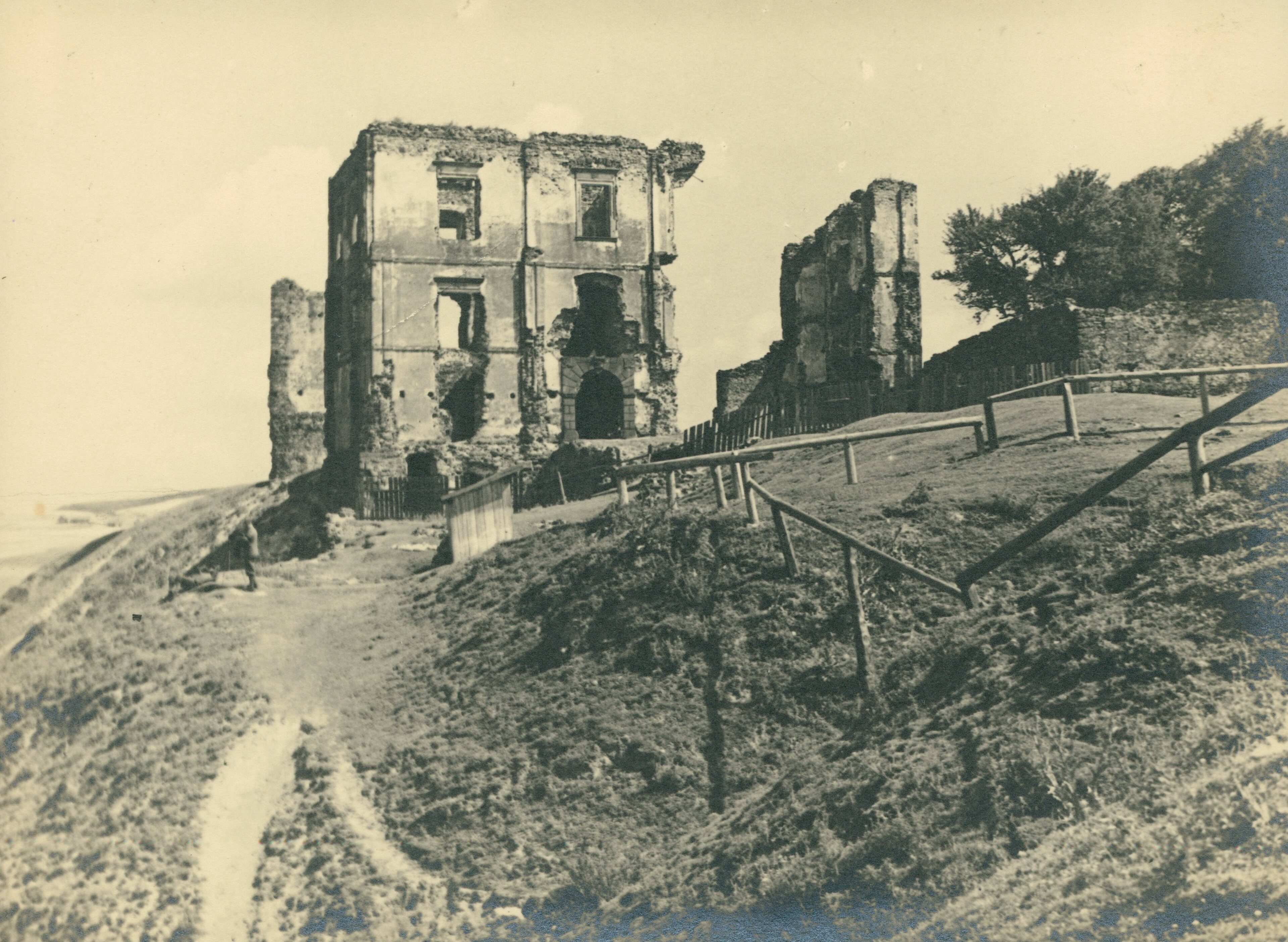

Według pierwszego międzywojennego spisu z 1921 osada liczyła 3570 mieszkańców, a w przededniu wojny 3853 osoby.
W okresie II wojny światowej Bodzentyn był silnym ośrodkiem ruchu partyzanckiego w Górach Świętokrzyskich, wielu jego mieszkańców wstąpiło do leśnych oddziałów. Walczyli m.in. pod dowództwem Jana Piwnika „Ponurego”. Na odległym od miasta o kilka kilometrów Wykusie, znajdowała się duża leśna baza żołnierzy AK. Dlatego też 1 czerwca 1943, w ramach represji i w odwecie za działalność partyzancką bodzentynian Niemcy przeprowadzili w mieście pacyfikację. Ich silny oddział, stacjonujący w Świętej Katarzynie o świcie okrążył miasto i dokonał rewizji wszystkich domostw i obejść. Niemal wszystkich mieszkańców, z wyjątkiem drobnych dzieci, spędzono na rynek. Tutaj kolejno sprawdzano ich tożsamość i korzystając z informacji szpicli dokonywano egzekucji wybranych osób z użyciem amunicji dum-dum. Tego dnia zginęło w mieście łącznie 39 osób. Wszyscy pochowani zostali we wspólnej mogile i dopiero po wojnie dokonano ekshumacji i indywidualnych pochówków ofiar na cmentarzu parafialnym.
Okupanci niemieccy utworzyli w miejscowości getto dla Żydów z Bodzentyna, Łodzi, Kielc i Płocka (ok. 700 osób), które liczyło ogółem ok. 3 tys. osób. We wrześniu 1942 roku, podczas likwidacji getta, jego mieszkańcy zostali popędzeni (w tym Dawid Rubinowicz) do stacji kolejowej w Suchedniowie, a stamtąd wywiezieni do obozu zagłady w Treblince.
W 1946 Bodzentyn zamieszkiwało już tylko 2100 mieszkańców. Po wojnie powstały winiarnia, przetwórnia owoców, zakłady mleczarskie i cegielnia, a także spółdzielnie szewców oraz tkacka. W 1960 Bodzentyn miał 2970 mieszkańców. 50% ludności nadal utrzymywało się w tym czasie z rolnictwa.
W 1994 Bodzentyn odzyskał utracone prawa miejskie.

### Kalendarium
- 1355 – założenie miasta przez biskupa krakowskiego Bodzętę,
- XVI-XVIII w. – ośrodek handlu i rzemiosła,
- 1795 – miasto znajduje się w zaborze austriackim,
- 1809 – miasto znajduje się w Księstwie Warszawskim,
- 1815 – miasto znajduje się w Królestwie Polskim,
- 1863 – bitwa powstania styczniowego,
- 1870 – odebranie praw miejskich,
- 1939–1945 – okupacja niemiecka, getto
- 1994 – powtórne nadanie praw miejskich

## Nazwa

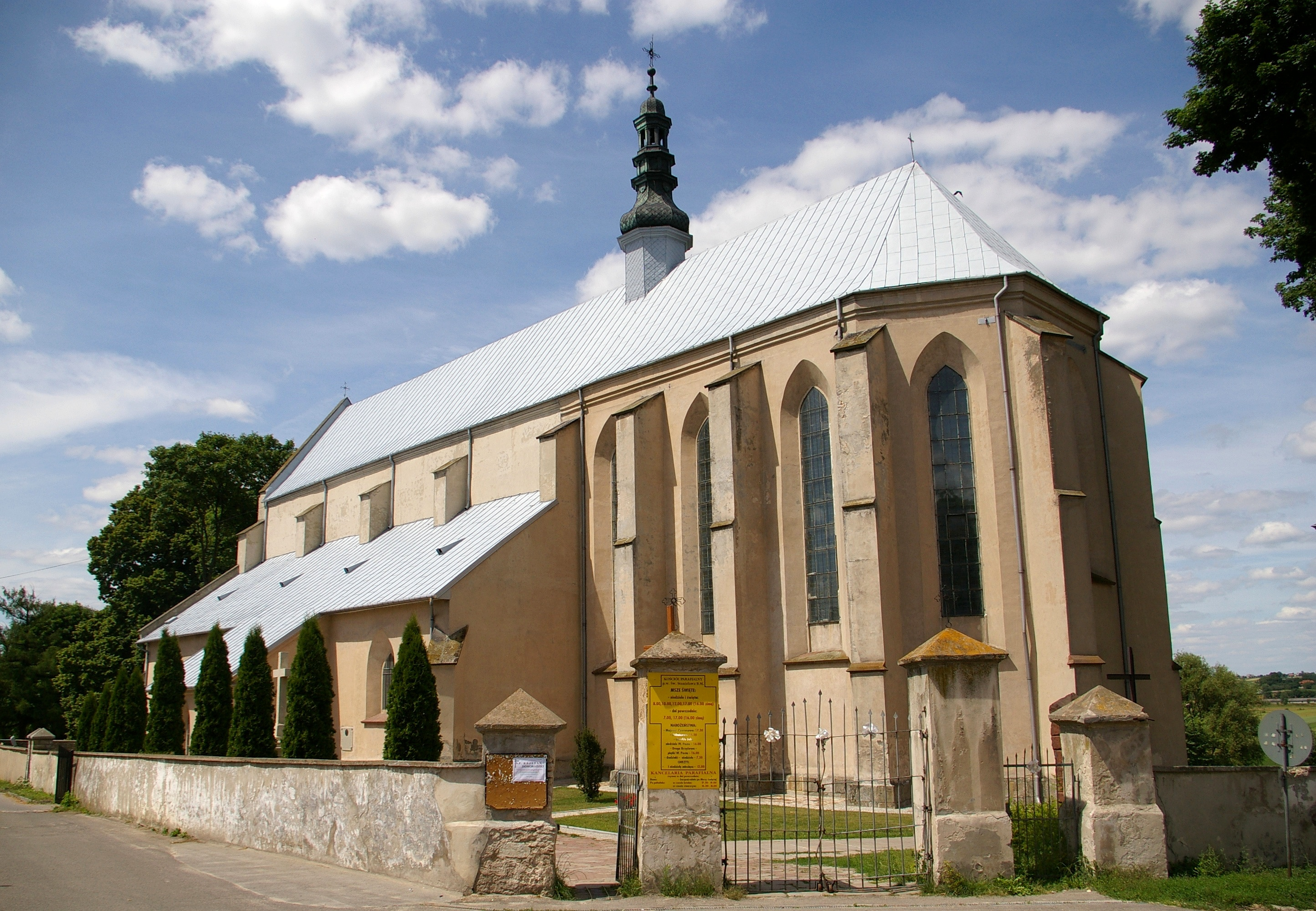
Kościół parafialny Wniebowzięcia Najświętszej Maryi Panny i św. Stanisława z 1440 r.

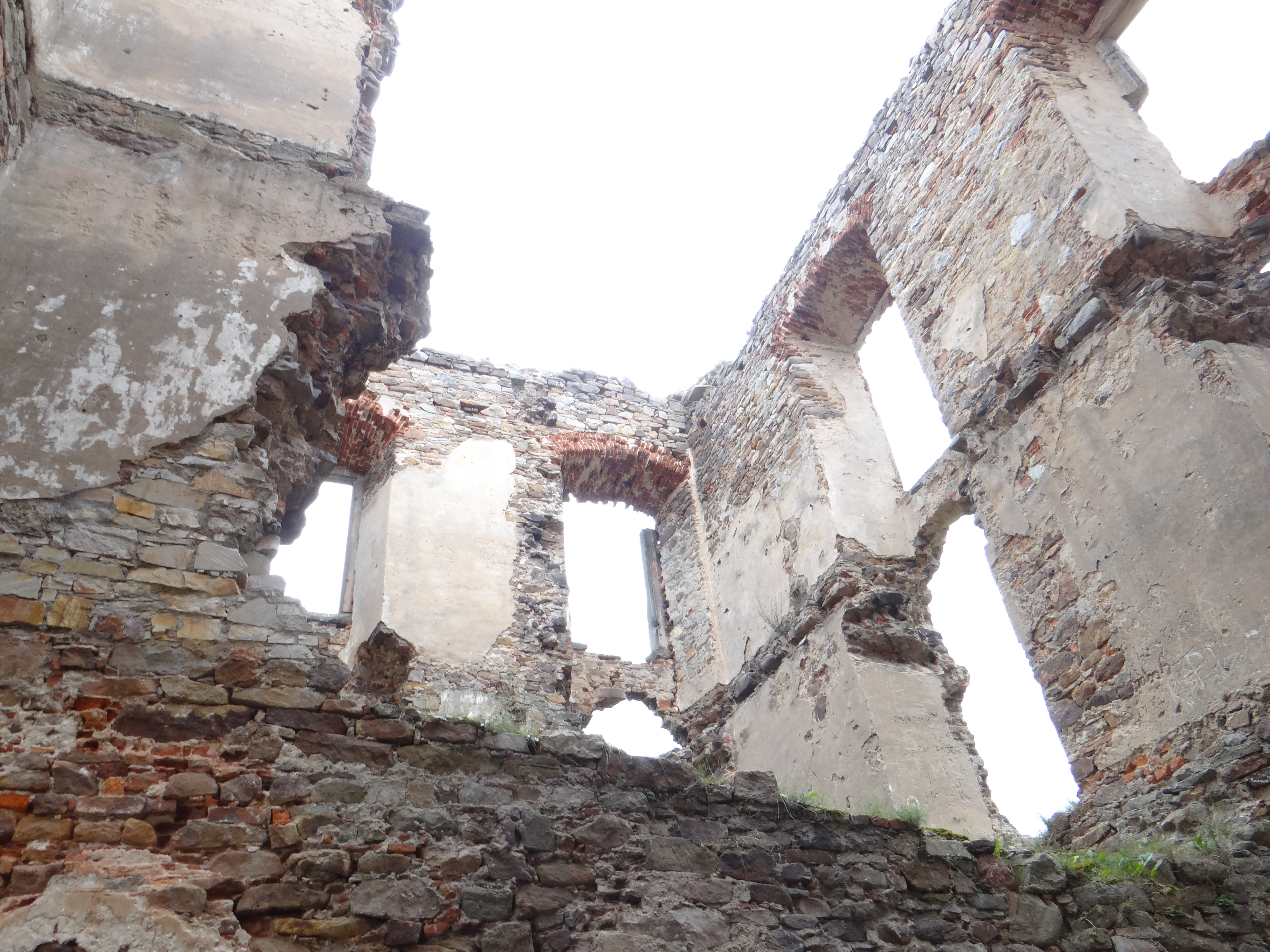
Ruiny zamku biskupiego, widok od środka

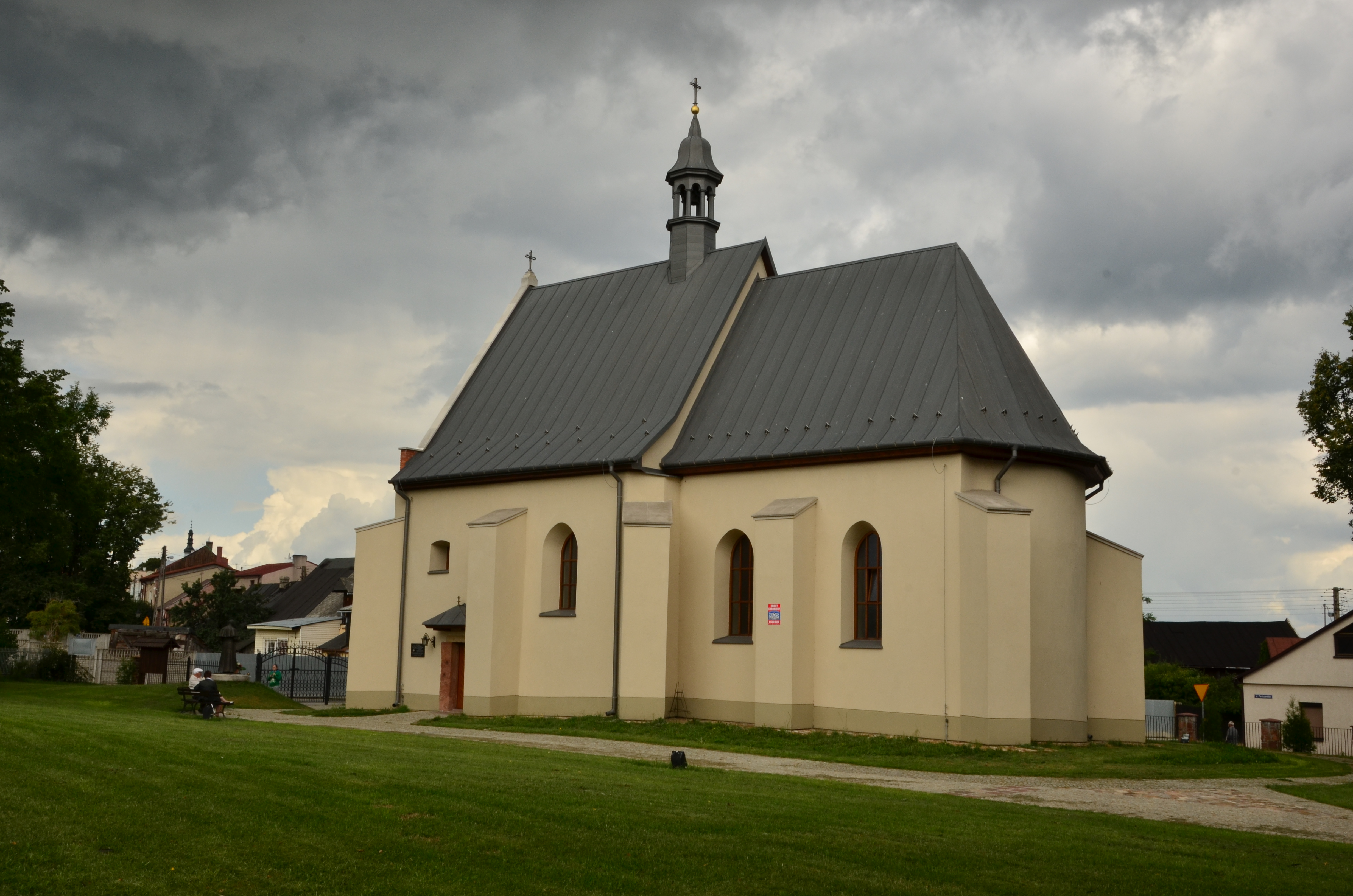
Kościół Świętego Ducha

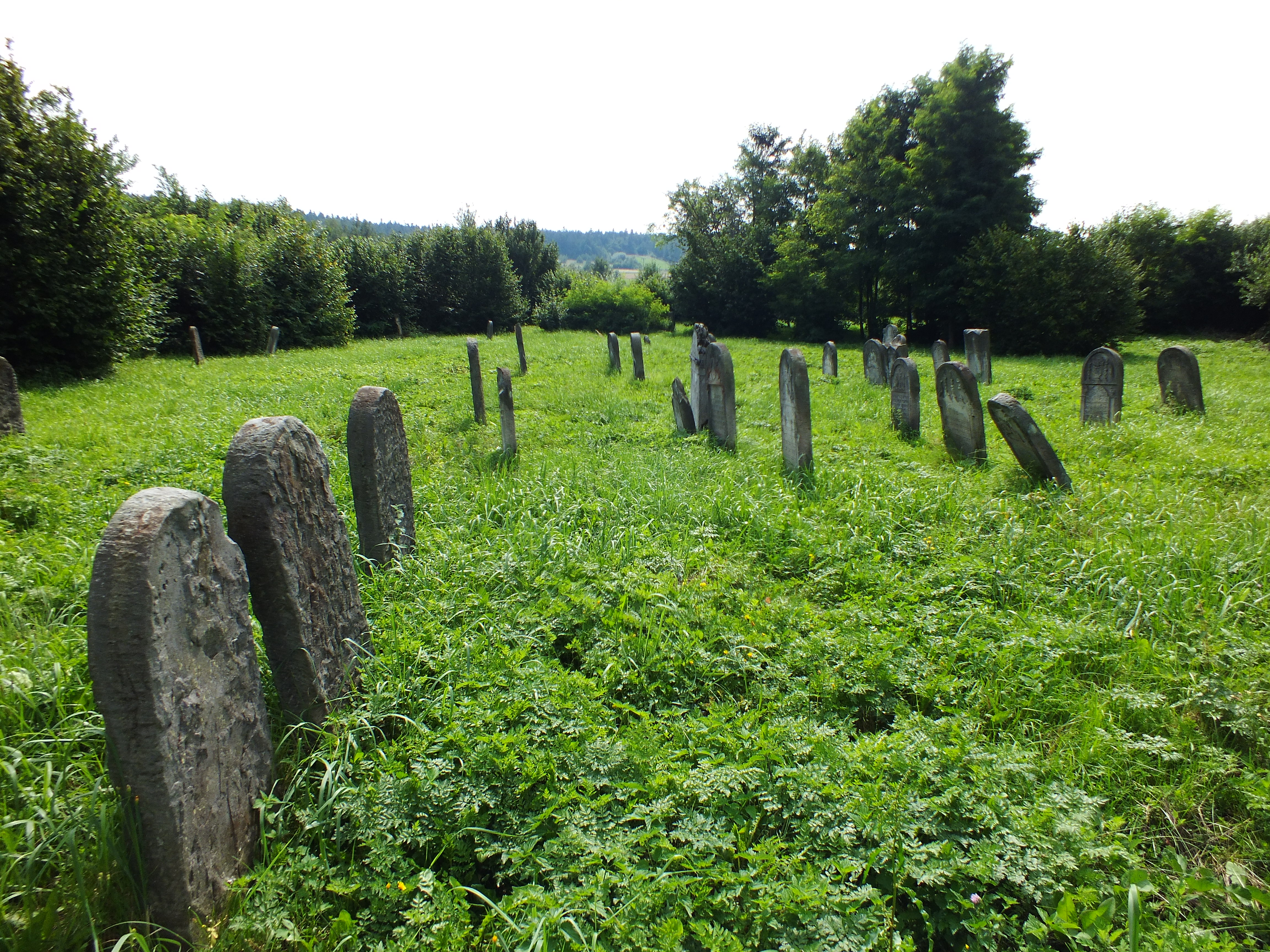
Cmentarz żydowski

W XIV wieku miasto nosiło nazwę Bodzęcin, od imienia założyciela, biskupa Bodzęty (Bodzanty). Współczesna nazwa utrwaliła się na skutek pisowni dokumentów łacińskich (Bodzentin w 1439). W gwarze ludowej utrzymuje się nazwa Bozecin. Pod koniec XIX wieku w użyciu były wariantywne formy: Bożęcin i Borzęcin.

## Demografia

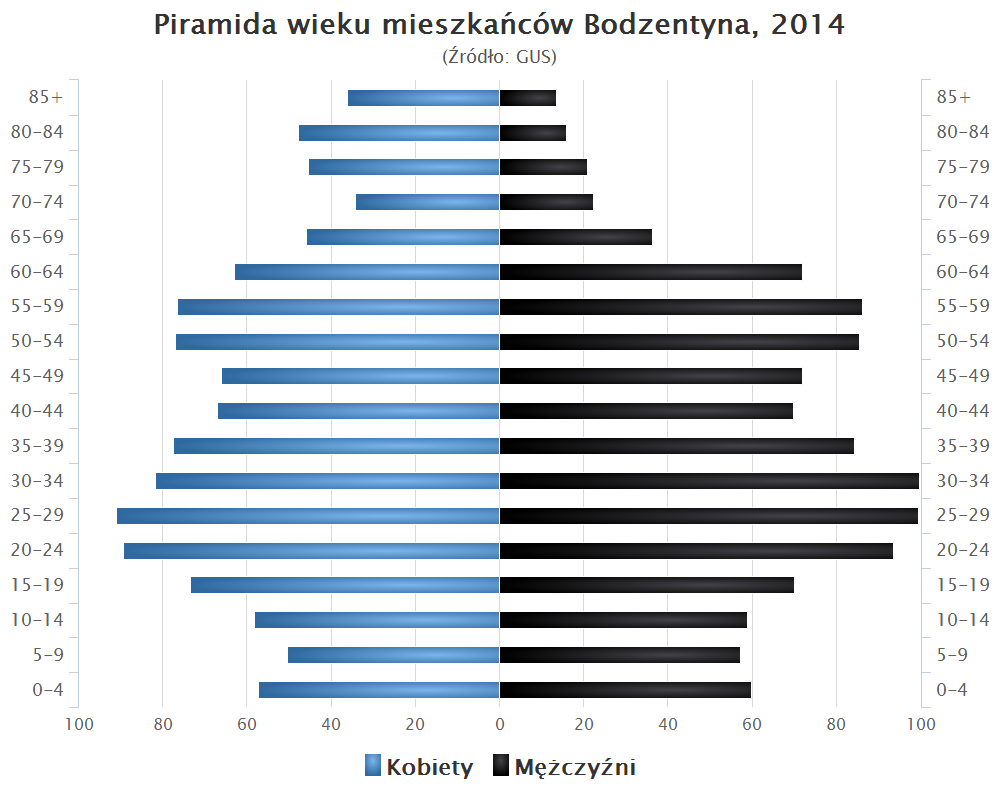
Piramida wieku mieszkańców Bodzentyna w 2014 roku

Według danych z 31 grudnia 2010 r. miasto zajmowało powierzchnię 8,65 km² i liczyło 2223 mieszkańców, z czego liczba mężczyzn wynosiła 1055 osób (47,5%), zaś kobiet – 1168 (52,5%). Gęstość zaludnienia wynosiła 257 osób/km².

## Zabytki
- Kościół parafialny Wniebowzięcia NMP i św. Stanisława Biskupa, gotycki z lat 1440–1452
  - Ołtarz z katedry na Wawelu z 1 poł. XVI w.
  - Tryptyk bodzentyński z 1508

Kościół oraz dzwonnica z XVII w., przebudowana w 1848 r., cmentarz kościelny, ogrodzenie z bramą z XIX w. stanowią zespół wpisany do rejestru zabytków nieruchomych (nr rej.: A.215/1-4 z 3.11.1947 i z 15.02.1967).
- Ruiny zamku biskupów krakowskich wzniesionego w XIV w. przez Floriana z Mokrska i przebudowanego w XIV w.; (nr rej.: A.217/1-4 z 15.02.1967 i z 17.02.1957)[21].
- Kościół św. Ducha z XVII w. Murowana budowla powstała na miejscu drewnianej świątyni z XV w. Do jej południowej ściany przylegał budynek szpitala. Kościół uległ zniszczeniu w czasie pożarów w 1619 oraz w 1917[12]. Na początku XXI w. został odbudowany i 23 maja 2010 odbyło się poświęcenie świątyni[22]. Przy kościele rosną lipy – pomniki przyrody[12]. Wpisany do rejestru zabytków (nr rej.: A.216 z 16.10.1956, z 3.12.1956 i z 15.02.1967)[21].
- Zespół miejskiej zabudowy drewnianej (nr rej.: A.923 z 15.02.1967)[21] w tym:
  - Zagroda Czernikiewiczów z 1809 – oddział Muzeum Wsi Kieleckiej ze zbiorami etnograficznymi.
- Układ architektoniczny, typowy dla średniowiecznych miast, o regularnym planie z dwoma rynkami i pozostałościami dawnych obwarowań miejskich z XIV wieku[23]; (nr rej.: A.214 z 26.10.1956)[21].
- Kamienice i domy z przejezdnymi sieniami z XVIII i XIX w.
- Cmentarz parafialny z symboliczną mogiłą powstańców styczniowych, ufundowaną w 1917 przez gminę oraz Koło Macierzy Szkolnej. Na cmentarzu znajduje się także zbiorowa mogiła i pomnik 39 osób rozstrzelanych 1 czerwca 1943[12]. (nr rej.: A.219 z 26.05.1993)[21].
- Pozostałości murów miejskich z II połowy XIV w. (nr rej.: A.218 z 6.03.1958 i z 15.06.1967)[21].
- Cmentarz wojenny z I wojny światowej przy ul. Suchedniowskiej (nr rej.: A.220 z 7.04.1992)[21].
- Cmentarz żydowski (nr rej.: A.221 z 20.09.1990)[21].
- Ośrodek sztuki ludowej (tkactwo)

## Turystyka
Przez miasto przechodzą:  niebieski szlak turystyczny im. E. Wołoszyna z Wąchocka do Cedzyny,  zielony szlak turystyczny ze Starachowic do Łącznej, oraz  czerwony szlak rowerowy z Cedzyny do Nowej Słupi.

## Sport
W mieście działa klub piłki nożnej, Łysica Bodzentyn, założony w 1948 roku.

## Burmistrzowie Bodzentyna
- Piotr Buczek (wójt) (1990-1994)

Odzyskanie praw miejskich w roku 1994
- Stanisław Krak (1994-2014)
- Dariusz Skiba (2014-2024)
- Dominik Dudek (od 2024)